# Landkreis Oberviechtach
Der Landkreis Oberviechtach war ein Landkreis im bayerischen Regierungsbezirk Oberpfalz. Sein ehemaliges Gebiet liegt heute größtenteils im Landkreis Schwandorf.

## Geographie

### Wichtige Orte
Die einwohnerstärksten Gemeinden waren Oberviechtach, Schönsee, Teunz und Winklarn.

### Nachbarkreise
Der Landkreis grenzte 1972 gegen den Uhrzeigersinn im Norden beginnend an die Landkreise Vohenstrauß, Nabburg, Neunburg vorm Wald und Waldmünchen. Im Osten grenzte der Landkreis an die Tschechoslowakei.

## Geschichte

### Landgericht
Als Folge der Verwaltungsreform des Jahres 1838 im Königreich Bayern wurde 1840 das Landgericht Oberviechtach eingerichtet und diesem wurden 38 Gemeinden zugeteilt. Im Laufe der Jahre veränderte sich die Zahl ständig.

### Bezirksamt
Im Jahr 1862 wurden zur Trennung von Justiz und Verwaltung die Bezirksämter geschaffen. Das Landgericht Oberviechtach und das Landgericht Neunburg vorm Wald kamen zum Bezirksamt Neunburg vorm Wald. Am 1. Oktober 1900 wurde aus folgenden 37 Gemeinden des Bezirksamtes Neunburg vorm Wald das Bezirksamt Oberviechtach gebildet:
| Altenschneeberg  | Hof           | Pertolzhofen | Teunz         |
| Bernhof          | Irlach        | Pirkhof      | Wagnern       |
| Dietersdorf      | Langau        | Pondorf      | Weiding       |
| Eigelsberg       | Lind          | Pullenried   | Wildeppenried |
| Fuchsberg        | Muschenried   | Rottendorf   | Wildstein     |
| Gaisthal         | Niedermurach  | Schneeberg   | Winklarn      |
| Gleiritsch       | Nottersdorf   | Schönau      | Zeinried      |
| Haag             | Nunzenried    | Schönsee     |               |
| Hannesried       | Obermurach    | Schwand      |               |
| Heinrichskirchen | Oberviechtach | Stadlern     |               |

### Landkreis
Am 1. Januar 1939 wurde die reichseinheitliche Bezeichnung Landkreis eingeführt. So wurde aus dem Bezirksamt der Landkreis Oberviechtach.
1946 wurde der Landkreis Oberviechtach um die Gemeinde Gmeinsrieth des Landkreises Vohenstrauß vergrößert. Gmeinsrieth wurde aufgeteilt. Ein Teil kam zu Dietersdorf, der andere zu Schönsee.
1946 wurden einige Gemeinden aufgelöst und an andere Gemeinden angeschlossen.
Am 1. Juli 1972 wurde der Landkreis Oberviechtach im Zuge der Gebietsreform in Bayern aufgelöst. Die Gemeinden Altenschneeberg, Hannesried, Heinrichskirchen, Irlach und Schönau kamen zum Landkreis Cham. Alle übrigen Gemeinden wurden mit Teilen der Landkreise Amberg, Burglengenfeld, Neunburg vorm Wald, Nabburg, Regensburg und Roding sowie der bis dahin kreisfreien Stadt Schwandorf zum neuen Landkreis Schwandorf zusammengefasst.

## Einwohnerentwicklung
| Jahr | Einwohner | Quelle |
| ---- | --------- | ------ |
| 1910 | 15.299    | [ 8 ]  |
| 1925 | 14.885    | [ 9 ]  |
| 1939 | 13.694    | [ 10 ] |
| 1950 | 16.331    | [ 11 ] |
| 1960 | 14.200    | [ 12 ] |
| 1971 | 15.800    | [ 13 ] |

## Gemeinden
Vor dem Beginn der bayerischen Gebietsreform umfasste der Landkreis Oberviechtach in den 1960er Jahren 32 Gemeinden:
| - Altenschneeberg - Dietersdorf - Fuchsberg - Gaisthal - Gleiritsch - Haag - Hannesried - Heinrichskirchen | - Irlach - Langau - Lind - Muschenried - Niedermurach - Nottersdorf - Obermurach - Oberviechtach, Stadt | - Pertolzhofen - Pondorf - Pullenried - Rottendorf - Schneeberg - Schönau - Schönsee, Stadt - Schwand | - Stadlern - Teunz - Wagnern - Weiding - Wildeppenried - Wildstein - Winklarn, Markt - Zeinried |

Landkreis Oberviechtach, Gemeindegrenzenkarte von 1961

Die folgenden Gemeinden wurden während des Bestehens des Landkreises eingemeindet:
- Bernhof, am 1. Januar 1946 zu Gleiritsch
- Eigelsberg, am 1. Januar 1946 zu Oberviechtach
- Hof, am 1. Januar 1946 zu Oberviechtach
- Nunzenried, am 1. Januar 1946 zu Oberviechtach
- Pirkhof, am 1. Januar 1946 zu Wildeppenried

## Kfz-Kennzeichen
Am 1. Juli 1956 wurde dem Landkreis bei der Einführung der bis heute gültigen Kfz-Kennzeichen das Unterscheidungszeichen OVI zugewiesen. Es wurde bis zum 3. August 1974 ausgegeben. Aufgrund der Kennzeichenliberalisierung ist das Kennzeichen OVI seit dem 10. Juli 2013 wieder im Landkreis Schwandorf erhältlich.

## Wappen
Das bis 1972 gültige Wappen des Landkreises Oberviechtach zeigt in rotem Schild einen silbernen gegenästigen Balken. Es gibt damit einen historischen Bezug zum Wappen der Grafen von Ortenburg, den vormaligen Besitzern der im Kreisgebiet gelegenen Herrschaft Murach.